# Vivian Silver
Pour les articles homonymes, voir Silver.
Vivian Silver (hébreu : ויויאן סילבר), née le 2 février 1949 et morte le 7 octobre 2023, est une militante pour la paix et pour les droits des femmes canadienne-israélienne. 
Originaire du Canada, Vivian Silver s'installe en 1974 au kibboutz Gezer en Israël, où elle milite d'abord pour les droits des femmes et contre les inégalités entre les sexes dans la société israélienne, avant de s'intéresser au pluralisme religieux et à la coexistence entre juifs et Arabes. 
En 1999, Vivian Silver cofonde, avec Amal Elsana Alh'jooj, féministe bédouine et militante pour la paix, le centre judéo-arabe pour l'égalité, l'autonomisation et la coopération. Au début de la seconde Intifada, elle se rend fréquemment à Gaza et en Cisjordanie et s'engage avec B'Tselem, une organisation israélienne de défense des droits humain, ainsi qu'avec Road to Recovery, une association qui permet le transport de patients palestiniens vers des hôpitaux. En 2014, Vivian Silver est cofondatrice de Women Wage Peace.
Elle est tuée lors du massacre du kibboutz Be'eri le 7 octobre 2023. 

## Enfance et éducation
Vivian Silver naît et grandit à Winnipeg, Manitoba, Canada.
Vivian Silver se rend en Israël pour la première fois en 1968, au cours de sa première année d’université. Elle étudie à l'Université hébraïque de Jérusalem la psychologie et la littérature anglaise. Silver est également fortement impliquée dans le réseau des étudiants juifs nord-américains, où elle est administratrice du Jewish Student Press Service. À ce titre, Silver commence à publier des articles sur les relations israélo-palestiniennes. Au cours de sa dernière année d'université, Silver cofonde l'Alliance sioniste étudiante sur son campus et est ensuite invitée à la conférence nationale de l'Alliance sioniste étudiante à Montréal cette année-là.
En 1973, Silver et Shifra Bronznick organisent la première Conférence nationale des femmes juives.

## Engagements
Vivian Silver immigre en 1974 et devient membre du kibboutz Gezer au sein de Habonim Dror,,. À Gezer, elle devient secrétaire du kibboutz et est l'une des rares femmes à occuper ce poste. Les premiers militants de Silver se sont concentrés sur les droits des femmes et les disparités entre les sexes dans la société israélienne. À cette fin, elle a fondé le Département du Mouvement des Kibboutz unis pour promouvoir l'égalité des sexes en 1981,. Elle a également travaillé au sein de la Knesset au sous-comité pour la promotion des femmes dans le travail et l'économie, pour le Nouveau Fonds Israël et au comité directeur de Chatil,.
Elle a déménagé à Beeri, un kibboutz près de la frontière avec Gaza, en 1990, avec son mari et ses deux fils,. Pendant cette période, elle apprend à mieux connaître la communauté bédouine locale et les habitants de Gaza. Elle est directrice exécutive de le Institut du Néguev pour les stratégies de paix et de développement (NISPED) à partir de 1998,. Silver travaille au sein du kibboutz pour organiser des programmes destinés à aider les Gazaouis, tels que des formations professionnelles, et veille à ce que les ouvriers du bâtiment gazaouis du kibboutz soient payés équitablement.
En 1999, Silver et Amal Elsana Alh'jooj ont cofondé le Centre arabo-juif pour l'égalité, l'autonomisation et la coopération, une émanation du NISPED. Silver est directrice du centre avant la deuxième Intifada,,. Le centre organise des projets en Israël, à Gaza et en Cisjordanie,. En 2010, Silver et Alh'jooj reçoivent le prix Victor J. Goldberg pour la paix au Moyen-Orient, un prix annuel décerné par l'Institut d'éducation internationale à des paires de militants arabes et israéliens œuvrant en faveur de la paix.
Avant la fermeture de la frontière avec Gaza en 2007, Silver travaille avec les habitants de Gaza dans le cadre de projets interculturels,. Le groupe qu'elle a fondé, Création de la paix, se concentre sur la promotion des relations commerciales entre les artisans palestiniens et israéliens.
Vivian Silver est une ancienne membre du conseil d'administration de B'Tselem, une organisation de défense des droits humains basée à Jérusalem. Elle est également impliquée dans l'Alliance pour la paix au Moyen-Orient, ainsi que dans un certain nombre de leurs organisations membres. Dans le cadre de ce travail, elle a aidé à organiser et diriger des visites du côté israélien de la frontière entre Israël et Gaza, afin de sensibiliser aux luttes des habitants de Gaza.
Bénévole pour Road to Recovery, Vivian Silver se rend à Gaza plusieurs fois par semaine pour aller chercher des Palestiniens ayant besoin de soins médicaux, à commencer par les chimiothérapies, et les accompagner dans des hôpitaux de Tel-Aviv ou de Jérusalem,,.
Vivian Silver a officiellement pris sa retraite en 2014. Après sa retraite et la guerre de Gaza en 2014, Vivian Silver cofonde Women Wage Peace, une organisation pacifiste interconfessionnelle,. Elle écrit : « Après quarante ans de militantisme pacifiste, j'ai dû admettre que le mouvement socialiste, auquel j'étais si fière d'appartenir, n'avait pas réussi à mettre fin au conflit israélo-palestinien. J'ai décidé de trouver une autre voie ».
Le 4 octobre 2023, Silver a contribué à l'organisation d'un rassemblement pour la paix à Jérusalem qui a attiré 1 500 femmes israéliennes et palestiniennes.

## Mort
Le 7 octobre 2023, Irwin Cotler rapporte sur Twitter que Vivian Silver a été enlevée à son domicile à Beeri lors des attaques du Hamas qui sont à l'origine de la guerre à Gaza depuis 2023,,. La sœur de Silver a déclaré que lorsqu'elle avait parlé à sa sœur au téléphone le 7 octobre, Silver avait déclaré avoir entendu des militants du Hamas devant chez elle. Silver a également envoyé un message similaire à ses amis sur WhatsApp. Sa maison a été retrouvée incendiée et éventrée lorsque les intervenants israéliens sont arrivés, mais comme il n'y avait aucun corps ni aucun signe de lutte, il a été présumé que Silver avait été enlevée.
La famille et les amis de Silver ont créé une page Facebook, Missing Vivian Silver, pour tenter de recueillir plus d'informations sur l'endroit où elle pourrait se trouver, et ont contacté la Croix-Rouge et le gouvernement canadien pour demander de l'aide pour retrouver Silver et obtenir sa libération.
Les restes de Silver sont retrouvés à Beeri, et identifiés cinq semaines après l'attaque et sa mort est confirmée le 13 novembre 2023.
Après l'annonce du décès de Silver, des hommages lui sont rendus par B'Tselem, la Fédération juive de Winnipeg et Women Wage Peace,. Des hommages en ligne à Silver ont également été publiés par l'homme politique canadien et avocat des droits de l'homme Irwin Cotler, la ministre canadienne des Affaires étrangères Mélanie Joly, l'ambassadrice du Canada en Israël, Lisa Stadelbauer, et la politicienne israélienne Tzipi Livni,. Le 14 novembre, le Premier ministre canadien Justin Trudeau a également reconnu la mort de Silver affirmant qu'elle « nous manquerait profondément ».

## Reconnaissance
En 2011, Haaretz désigne Silver comme l'un des « 10 immigrants anglophones les plus influents » en Israël.

## Vie privée
Vivian Silver est juive. Elle a deux fils et quatre petits-enfants,,.